# Финк, Генрих
Генрих Финк (нем. Heinrich Finck; 1444 или 1445, предположительно Бамберг — 9 июня 1527, Вена) — немецкий композитор и капельмейстер. Финк — один из первых значительных композиторов в музыкальной истории Германии.

## Очерк биографии и творчества
Биографические сведения о Финке обрывочны. Учился в Лейпцигском университете с 1482 года; по другим сведениям (внучатого племянника, теоретика музыки Германа Финка) — в Польше, в Краковском университете (документальных подтверждений этого нет). В 1498—1505 служил певчим в капелле великого князя литовского Александра, с которой перемещался по городам княжества (в документах упоминаются Гродно, Тракай, Вильна, Брест, Краков). C 1510 работал при дворах в Штутгарте, Мюнхене, Зальцбурге. С 1517 руководил церковным хором в венском монастыре Шоттенштифт, в 1527 — капельмейстер в придворной капелле императора Фердинанда I.
Финк — один из первых значительных немецких композиторов. Мартин Лютер в своих «Застольных речах» (1537) ссылался на Финка как на широко известного («hoch berühmt») перворазрядного художника («artifex primus»). Орнитопарх в своём трактате «Musice active micrologus» (1517) поставил его в один ряд с именитыми фламандцами Окегемом, Тинкторисом, Агриколой, Обрехтом и Жоскеном Депре.
Несмотря на долгий творческий путь, Финк оставил относительно немного музыкальных сочинений (датируются, как правило, после 1510 года): мессы (4), немецкие полифонические песни (около 30 Lieder). Кроме того, в наследии Финка многоголосные обработки литургических текстов проприя: 2 магнификата, более 30 гимнов (среди них 4 на текст Veni Creator Spiritus), более 30 мотетов (7 респонсориев, 6 интроитов, 4 секвенции; около 10 мотетов написаны на произвольные тексты), один кводлибет (Amica mea/Ich stund an einem Morgen) и др. Ныне наиболее известны Lieder Финка, отличающиеся искусной полифонической разработкой и тщательным вниманием к тексту (например, «Allein dein G’stalt», «Ach herzig’s Herz», «Von hin scheid ich»). Особняком стоит шуточная песня «Greiner zanner», на грубый и просторечный текст.
Его внучатый племянник Герман Финк (1527—1558) прославился как теоретик музыки, автор трактата «Музыкальная практика» (Practica musica, 1556), содержащего ценные документальные сведения и ноты современных автору музыкантов. В Новое время трактат Германа Финка ни разу не переиздавался (факсимиле — в серии Biblioteca musicae Bononiensis II / 21); переводы трактата на современные языки фрагментарны.

## Сочинения (выборка)

### Мессы
- Missa a3
- Missa dominicalis a4
- Missa «Ave praeclara» a5-6
- Missa in summis a6-7
- Missa ferialis a4 (авторство оспаривается)

### Магнификаты
- Magnificat septimi toni a4
- Magnificat octavi toni a4

### Мотеты

#### на тексты респонсориев
- Apparuerunt apostolis a5
- Christus resurgens ex mortuis a5
- Felix namque es sacra a5
- Illuminare Jerusalem a5
- Ite in orbem universum a5
- Petre amas me a5
- Verbum caro factum est a5
- Discubuit Jesus et discipuli eius (фрагмент)
- Si bona suscepimus (фрагмент)

#### на тексты интроитов
- Ecce advenit a4
- In medio ecclesiae a4
- Puer est nobis a4
- Resurrexi et adhuc tecum sum a4
- Rorate coeli a4
- Stabant iuxta crucem Jesu a4
- Ecce advenit (фрагмент)

#### на тексты секвенций
- Fortem expediat a4
- Grates nunc omnes a4
- Quae miris sunt modis ornata a4
- Victimae paschali laudes a4
- Ave omni naevo carens (фрагмент)
- Ave praeclara maris stella (фрагмент)
- Clarum selegit senatum apostolorum (фрагмент)
- Grates nunc omnes (фрагмент)
- Lauda Sion (фрагмент)
- Laus tibi, Christe (фрагмент)
- Rex omnipotens die hodierna (фрагмент)
- Scio enim, quod redemptor (фрагмент)
- Stella, sole clarior (фрагмент)

#### на произвольные тексты
- Ave Jesu Christe a4
- Deo dicamus regi a4
- Dies est laetitiae a4
- Egredientem a4
- O Domine Jesu Christe a4-a6
- O sacrum mysterium a4
- Canticum a4 (сохранился без текста)
- Apparuit gratia Dei salutifera (фрагмент)
- Ecce concipies et paries (фрагмент)

### Гимны
- Beatus auctor saeculi a4
- Christe, redemptor omnium a4
- Cuius magnifica a5
- De Apostolis
- De Confessoribus
- De Sancta Elisabeth
- De Sancta Maria Magdalena
- Domus pudici pectoris a4
- Festum nunc celebre a4
- Fit porta Christi pervia a4
- Genitori genitoque a4
- Genus superni luminis a4
- Gloria, laus et honor a4
- Gloria tibi Domine a4
- Hic nempe mundi gaudia a4
- In Annuntiatione Beatae Mariae Virgine
- In Ascensione Domini
- In die natali Domini
- In Die Pentecostes
- In Festo Corporis Christi
- In Festo Pentecostes
- Iste confessor Domini sacratus a4
- Jesu Christe, auctor vitae a4
- Jesu, corona virginum a4
- Novum sidus emicuit a4
- O quam sanctus panis iste a4
- Precamur, sancte Domine a4
- Quod chorus vatum a4
- Quod Eva tristis abstulit a4
- Quorum praecepto subditur a4
- Sanctorum meritis a4
- Tu cum virgineo a4
- Veni creator spiritus a4
- Veni creator spiritus a5 (1)
- Veni creator spiritus a5 (2)
- Veni creator spiritus a6
- Veni redemptor gentium a4 (1)
- Veni redemptor gentium a4 (2)
- Vita sanctorum" a4

### Lieder
Примечание. Песни написаны на 4 голоса, если не указано иное
- Ach herzig’s Herz
- Allein dein G’stalt
- Anders kein Freud
- Auff gut Gelück
- Christ ist erstanden a5
- Dein freundlich Gsicht
- Freu dich, du werde Christenheit
- Greiner Zanner a5
- Hab’s ie getan
- Herzeinigs M
- Ich stund an einem Morgen
- Ich ward veracht
- In Gottes Namen fahren wir
- Jung ist die Gestalt
- Kurzweil ich hab
- Lieber Herr St. Peter
- Lieber Wirt, nun schenk uns tapfer ein (нотирована без текста)
- Lieb ist der Grund
- Mag das gesein
- Mein herzigs G
- Melchisedek (нотирована без текста)
- O Frau, groß Klag
- O schönes Weib
- Schön bin ich nit
- Ungleicher Prunst
- Von hin scheid ich
- Wach auf, wach auf
- Wär ich ein Falk
- Weipliches Pild
- Wer hätt gemeint
- Wer ietzt nichts kann
- Wer Muskat und Näglein
- Wo gleich Glück leit